# Ulla Wagner
Ulla-Britt Wagner, född Unger 9 juli 1935 i Söderhamn, är en svensk socialantropolog.
Wagner blev filosofie kandidat vid Stockholms universitet 1965, filosofie doktor 1972 på avhandlingen Colonialism and Iban Warfare och docent 1980. Hon var anställd på socialantropologiska institutionen vid Stockholms universitet som timlärare 1969–1973, forskarassistent 1974–1980, extra lektor 1981–1983, prefekt 1977–1978 och studierektor 1982–1983, var museidirektör för Etnografiska museet 1983–1991 och därefter forskningschef. 
Wagner var föreståndare för Hedin-stiftelsen 1983–1991, ordförande för Svenska sällskapet för antropologi och geografi 1987–1988 och ledamot av styrelsen för u-landsforskning (SAREC) från 1991. Hon har författat skrifter om kolonialismens respektive den moderna turismens inverkan på traditionella lokalsamhällen. Hon redaktör och ansvarig utgivare för Ethnos 1983–1995.